# Quentin Dupieux
Quentin Dupieux (francia kiejtés: kɑ̃tɛ̃ dypjø]), zenei művésznevén Mr. Oizo (franciául: [wazo]), (Párizs, 1974. április 14. –) francia filmrendező, elektronikus zenész és lemezlovas.
Filmjeit születési nevével jegyzi, míg zenei műveihez a "Mr. Oizo" nevet használja.
Dupieux számos filmet rendezett, köztük a Rubber (2010), Reality (2014), Yannick (2023) és a The Second Act (2024) című szatírákat. Először az Egyesült Államokban dolgozott, 2018-tól viszont Franciaországban készíti filmjeit. A Keep an Eye Out! (2018), a Deerskin (2019) és a Mandibles (2020) már teljes egészében ott kerültek gyártásra.
Mr. Oizo álnéven leginkább az 1999-es Flat Beat című kislemezéről ismert. Álneve a francia "oiseau" szóhoz köthető, aminek jelentése "madár".  Az F Communications, az Ed Banger Records és a Brainfeeder-rel van szerződése.

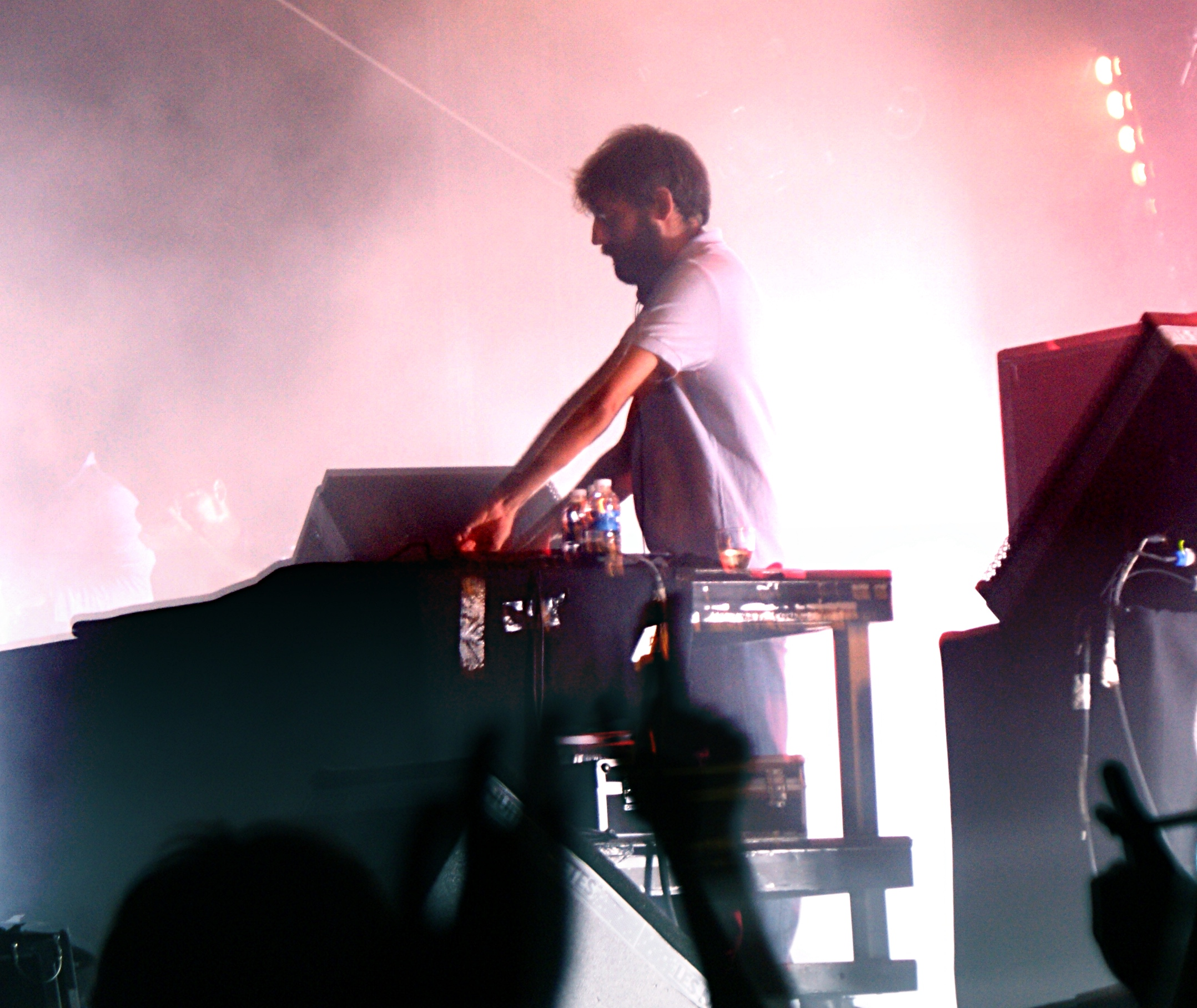
Mr. Oizo a Les Nuits Secrètes-ben 2009-ben

## Filmkészítői karrier
18 éves kora körül kezdett el saját kisfilmeket írni és forgatni. Legkorábbi munkái között több videoklip is szerepel, ami az elektronikus zenei projektjéhez, Mr. Oizo-hoz köthető, kezdve az 1997-es "Kirk" kliptől. Mindezek mellett sok korai filmjéhez az általa komponált zenét is felhasználta.
Első filmje, a Nonfilm Vincent Belorgey (Kavinsky) és Sébastien Tellier főszereplésével 2001-ben jelent meg.
Dupieux második játékfilmje, a Steak 2007. június 20-án mutatkozott be Franciaországban. Dupieux szerint a film a forgalmazása miatt bukott meg, ami azt az elvárást támasztotta a nézőkben, hogy egy Éric Judor és Ramzy Bedia korábbi filmjeihez hasonló vígjátékot fognak látni.
Az áttörést 2010-ben a Rubber című horror-vígjáték bemutatásával érte el. A telekinetikus erejű gumiabroncs amely öldöklő körútra indul, a sok filmfesztiválon dicséretben részesült, amiért a B film esztétikáját ötvözi az abszurd és kísérletező filmkészítéssel. Az Egyesült Államokban a filmet egyszerre mutatták be streaming felületen és korlátozott filmszínházi vetítések révén.
Dupeiux következő filmjét, a Wrong című szürreális vígjátékot már a Sundance Filmfesztiválon mutatták be 2012-ben.
Reality című filmjének a 71. Velencei Nemzetközi Filmfesztivál Horizons szekciójában történő bemutatása után.
Dupieux visszatért Franciaországba, ahol 2018-tól francia nyelvű filmeket készít. Megjegyzése szerint amerikai korszaka "olyan volt, mint egy stílusgyakorlat, a fantázia kielégítéséről", és szerinte "vissza kellett térnem abba az országba és arra a nyelvre, amit értek".
2019-ben Jean Dujardin és Adèle Haenel főszereplésével készült filmje, a Deerskin (Le daim), nyitófilmként szerepelt a 2019-es cannes-i fesztivál rendezői kéthetében.

### Filmkészítői stílus
Dupieux filmjei kivétel nélkül szürrealista jellegűek, és olyan rendezők filmjeihez hasonlíthatóak, mint Charlie Kaufman és Luis Buñuel, akiket Dupeiux inspirációs forrásként említ. Dupreiux gyakran hivatkozik interjúkban az álmok jelentőségére:
„[A filmírás] olyan, mint az álom. Amikor álmodsz, egy csomó furcsa és indokolatlan kapcsolatot hozol létre különböző dolgok és emberek között. Néha álmodsz valakiről, akivel 15 évig nem is találkoztál, és fogalmad sincs, ennyi év után minek jön vissza az álmodba. Engem az foglalkoztat, hogy néhány olyan zugot találjak az emberi agyban ami rejtve van, mert szerintem a filmek túlságosan is hajlamosak a racionalitásra. Mindennek kell, hogy legyen értelme. Mindennek logikusnak kell lennie, pedig én tényleg azt gondolom, hogy az élet nem logikus, és az élet nem mindig olyan értelmes. Megpróbálok bemenni ebbe a zónába úgy, hogy ne legyek teljesen meghatározhatatlan, és igyekszem új logikát létrehozni, ami olyasminek tűnik mint az álom."
A rendezés mellett Dupieux operatőrként és vágóként is szerepel filmjeiben. Felesége, Joan Le Boru pedig filmjeinek produkciós dizájnere és művészeti vezetője.

## Magánélet
Jelenleg párjával, Joan Le Boruval él. Több közös gyermekük van.

## Diszkográfia
- 1997 – #1 (EP)
- 1998 – M-Seq (EP)
- 1999 – Analog Worms Attack (Single)
- 1999 – Flat Beat (Single)
- 1999 – Analog Worms Attack (Album)
- 2000 – Last Night a DJ Killed My Dog (Single)
- 2004 – Stunt (Single)
- 2005 – Moustache (Half a Scissor) (EP)
- 2005 – Moustache (Half a Scissor) (Album)
- 2006 – Nazis (EP)
- 2007 – Transexual / Patrick122 (Doppelsingle)
- 2007 – Steak (Soundtrack Album, SebastiAnnal és Sébastien Tellierrel)
- 2008 – Lambs Anger (Album)
- 2008 – Positif (EP)
- 2009 – Pourriture (EP)
- 2010 – Rubber OST (EP, Gaspard Augével)
- 2011 – Stade 2 (Album)
- 2012 – Stade 3 (EP)
- 2012 – Wrong OST (Soundtrackalbum, Tahiti Boy-jal)
- 2012 – Unreleased Unfinished Unpleasant (EP)
- 2013 – Amicalement (EP)
- 2014 – The Church (Album)
- 2015 – Hand in the Fire (EP, Charli XCX-szel)
- 2016 – All Wet (Album)
- 2019 – Rythme plat (EP)
- 2022 – Voilà (Album)

## Fordítás
Ez a szócikk részben vagy egészben  a   Quentin Dupieux című angol Wikipédia-szócikk ezen változatának fordításán alapul.  Az eredeti cikk szerkesztőit annak laptörténete sorolja fel. Ez a jelzés csupán a megfogalmazás eredetét és a szerzői jogokat jelzi, nem szolgál a cikkben szereplő információk forrásmegjelöléseként.